# نيلس أيكمن
نيلس أيكمن (بالسويدية: Nils Ekman)‏ هو لاعب هوكي الجليد سويدي، ولد في 11 مارس 1976 في ستوكهولم في السويد.

## وصلات خارجية
- نيلس أيكمن على موقع دوري الهوكي الوطني (الإنجليزية)
- نيلس أيكمن على موقع قاعة مشاهير الهوكي (لاعب أن.إتش.أل) (الإنجليزية)
- نيلس أيكمن على موقع EliteProspects.com (الإنجليزية)
- نيلس أيكمن على موقع Eurohockey.com (الإنجليزية)
- نيلس أيكمن على موقع HockeyDB.com (الإنجليزية)
- نيلس أيكمن على موقع Hockey-Reference.com (الإنجليزية)